# Luisa Carolina de Hesse-Kassel (1794-1881)
La princesa Luisa Carolina de Hesse[-Kassel] (Maastricht, 9 de abril de 1794-Fráncfort del Meno, 16 de marzo de 1881) fue un miembro de la casa de Hesse-Kassel.

## Biografía
Sus padres fueron el matrimonio formado por el landgrave Federico de Hesse-Kassel y la princesa Carolina de Nassau-Usingen. Nació en Maastricht ya que su padre se encontraba al servicio de las Provincias Unidas de los Países Bajos como militar y en ese momento era gobernador de esa plaza.
Tuvo siete hermanos, algunos de los cuales contrajeron matrimonio con otros miembros de la realeza europea:
- Guillermo (24 de diciembre de 1787-5 de septiembre de 1867), casado con Luisa Carlota de Dinamarca (1789-1864), fueron padres de Luisa de Hesse-Kassel que sería esposa del rey Cristián IX de Dinamarca.
- Carlos Federico (9 de marzo de 1789-10 de septiembre de 1802).
- Federico Guillermo (25 de abril de 1790-25 de octubre de 1876).
- Luis Carlos (12 de noviembre de 1791-12 de mayo de 1800).
- Jorge Carlos (14 de enero de 1793-4 de marzo de 1881).
- María (21 de enero de 1796-30 de diciembre de 1880), casada con Jorge, gran duque de Mecklemburgo-Strelitz (1779-1860).
- Augusta (25 de julio de 1797-6 de abril de 1889), casada con el príncipe Adolfo del Reino Unido, duque de Cambridge (1774-1850) siendo abuelos de María de Teck, reina consorte por su matrimonio con Jorge V del Reino Unido.

El marido de su hermana Augusta, el príncipe británico Adolfo, duque de Cambridge desempeñaba el cargo de virrey de Hannover desde 1811.
Durante una de sus visitas a su hermana en la corte virreinal establecida en la ciudad, conoció a Georg von der Decken, militar al servicio de Hannover que se había destacado en las Guerras Napoléonicas.
El 4 de abril de 1833, en contra de la voluntad de su padre, contrajo matrimonio morganático con von der Decken. Tras su unión, la pareja viviría en Hannover, participando de la vida de la corte hanoveriana. Ernesto Augusto I, rey de Hannover reconoció a Luisa Carolina como princesa, permitiéndola el uso en la capilla del palacio real de Hannover de los bancos reservados a la familia real.
Junto con su marido pasaba temporadas en su residencia familiar, el castillo de Rumpenheim. Esta propiedad había sido legada a partes iguales entre los seis hijos que vivían a la muerte de su padre en 1837. El castillo fue punto de encuentro para todos los miembros de la familia de Hesse-Kassel durante los veranos. A estos encuentros acudían familiares como su sobrina Luisa de Hesse-Kassel, reina consorte de Dinamarca; su hija Alejandra casada con Eduardo, príncipe de Gales (futuro Eduardo VII del Reino Unido; o María de Teck que llegaría ser reina consorte del Reino Unido por el matrimonio con Jorge, hijo de los anteriores.
Quedó viuda en 1859. Tras la anexión del reino de Hannover a Prusia en 1866, tras la guerra austro-prusiana, viviría en el castillo de Rumpenheim. Murió en 1867.

### Individuales
1. ↑  Hesse, Electorado de (1866). «Kurfürstlich Hessisches Hof- und Staatshandbuch: 1866». Kurfürstlich Hessisches Hof- und Staatshandbuch (en alemán) (Waisenhaus): 3. Consultado el 9 de julio de 2022.
2. ↑  Eilers Koenig, Marlene A. (Octubre de 2020). «The Marriage of the Duke and Duchess of Cambridge». Royalty Digest Quarterly (en inglés) (3/2020). Consultado el 26 de octubre de 2020.
3. ↑  Klössel, Christine. «Hesse-Kassel, Friedrich Landgrave von». Hessische Biografie.
4. ↑  Klössel, Christine. «Hesse-Kassel, Friedrich Landgrave von». Hessische Biografie.
5. ↑  Battiscombe, Georgina (1969). «Chaper one. Danish childhood. y Chapter two. The Princes of Wales». Queen Alexandra (en inglés). Londres: Constable. p. 3-30. ISBN 0-09-456560-0.
6. ↑  Pope-Hennessy, James (1867). «Chapter four. Rumpenheim, Neu Strelitz and Reinthal.». Queen Mary, 1867 (en inglés). pp. 80-111. Consultado el 14 de junio de 2020.